# Cladiella humesi
Cladiella humesi är en korallart som beskrevs av Verseveldt 1974. Cladiella humesi ingår i släktet Cladiella och familjen läderkoraller. Inga underarter finns listade i Catalogue of Life.